# Grad (Split)
Grad – dzielnica Splitu, drugiego co do wielkości miasta Chorwacji. Obejmuje najstarszą część miasta, ma 7 571 mieszkańców i 0,42 km² powierzchni.
Znajduje się tu większość zabytków Splitu.
Obszar dzielnicy Grad ograniczają:
- od północy – ulica Ivana Gundulicia,
- od wschodu – ulica Domovinskog Rata i znajdująca się w tunelu linia kolejowa,
- od południa – Morze Adriatyckie,
- od zachodu – ulice Zrinsko-Frankopanska, Matošića, Bana Josipa Jelačića, Tomića Stine.

Dzielnice sąsiadujące z dzielnicą Grad:
- od północy – Lovret,
- od wschodu – Bol i Lučac-Manuš,
- od zachodu – Varoš.